# Green Bay Packers 2016
La stagione 2016 dei Green Bay Packers è stata la 97ª della franchigia nella National Football League, la 98ª complessiva e l'11ª con Mike McCarthy come capo-allenatore. La squadra ha vinto il quinto di division nelle ultime sei stagioni e nel primo turno di playoff ha battuto i New York Giants per 38-13 al Lambeau Field. Sette giorni dopo i Packers hanno eliminato i Dallas Cowboys numeri uno del tabellone della NFC battendoli per 34-31 all'AT&T Stadium con un field goal di Mason Crosby allo scadere. La stagione di Green Bay si è chiusa perdendo al Georgia Dome contro gli Atlanta Falcons per 44-21 nella finale della NFC.

## Scelte nel Draft 2016
| Scelte dei Packers nel Draft 2016 |        |                |                    |              |
| Giro                              | Scelta | Giocatore      | Ruolo              | College      |
| 1                                 | 27     | Kenny Clark    | Nose tackle        | UCLA         |
| 2                                 | 48     | Jason Spriggs  | Offensive tackle   | Indiana      |
| 3                                 | 88     | Kyler Fackrell | Outside linebacker | Utah State   |
| 4                                 | 131    | Blake Martinez | Inside linebacker  | Stanford     |
| 4                                 | 137    | Dean Lowry     | Defensive end      | Northwestern |
| 5                                 | 163    | Trevor Davis   | Wide receiver      | California   |
| 6                                 | 200    | Kyle Murphy    | Offensive tackle   | Stanford     |

## Staff
| Staff dei Green Bay Packers nel 2016 |
| --- |
| Organi dirigenziali - Comitato esecutivo: Green Bay Packers Board of Directors - Presidente/CEO: Mike Murphy - General manager: Ted Thompson Capo allenatore - Mike McCarthy - Capo-allenatore associato/Linebacker – Winston Moss - Capo-allenatore associato/Attacco – Tom Clements Altri allenatori - Preparatore atletico – Mark Lovat - Assistente – Chris Gizzi - Assistente – Thadeus Jackson - Assistente – Grant Thorne Allenatori dell'attacco - Coordinatore offensivo – Edgar Bennett - Quarterback – Alex Van Pelt - Running Back – Ben Sirmans - Wide Receiver – Luke Getsy - Tight End – Brian Angelichio - Offensive Line – James Campen - Assistente Offensive Line – David Raih Allenatori della difesa - Coordinatore della difesa: Dom Capers - Defensive Line – Mike Trgovac - Assistente Defensive Front – Jerry Montgomery - Assistente Linebacker – Scott McCurley - Defensive back– Cornerback – Joe Whitt Jr. - Defensive back – Safety – Darren Perry - Controlla qualità – Ejiro Evero Allenatori dello special team - Coordinatore special team– Ron Zook - Assistente special team – Jason Simmons |

## Roster
| Roster dei Green Bay Packers nel 2016 |
| --- |
| Quarterback - 7 Brett Hundley - 12 Aaron Rodgers Running Back - 34 Don Jackson - 40 Joe Kerridge FB - 22 Aaron Ripkowski FB - 44 James Starks Wide Receiver - 17 Davante Adams - 81 Geronimo Allison - 18 Randall Cobbl - 11 Trevor Davis - 83 Jeff Janis - 88 Ty Montgomery - 87 Jordy Nelson Tight End - 89 Jared Cook - 80 Justin Perillo - 89 Richard Rodgers Offensive Linemen - 69 David Bakhtiari T - 67 Don Barclay G - 75 Bryan Bulaga T - 70 T.J. Lang G - 63 Corey Linsley C - 68 Kyle Murphy T - 78 Jason Spriggs T - 65 Lane Taylor G - 73 JC Tretter C Defensive Linemen - 97 Kenny Clark DE - 76 Mike Daniels DE - 98 Letroy Guion NT - 94 Dean Lowry DE - 64 Mike Pennel NT - 99 Christian Ringo DE Linebacker - 91 Jayrone Elliott OLB - 51 Kyler Fackrell OLB - 95 Datone Jones OLB - 50 Blake Martinez ILB - 52 Clay Matthews III OLB - 56 Julius Peppers OLB - 53 Nick Perry OLB - 47 Jake Ryan ILB - 48 Joe Thomas ILB Defensive Back - 29 Kentrell Brice FS - 42 Morgan Burnett SS - 21 Ha Ha Clinton-Dix FS - 25 Marwin Evans SS - 39 Demetri Goodson CB - 36 LaDarius Gunter CB - 28 Josh Hawkins CB - 33 Micah Hyde SS - 23 Damarious Randall CB - 24 Quinten Rollins CB Special Team - 2 Mason Crosby K - 61 Brett Goode LS - 10 Jake Schum P Lista delle riserve - 38 John Crockett RB (IR) - 20 Makinton Dorleant CB (IR) - 27 Eddie Lacy RB (IR) - 37 Sam Shields CB (IR) Squadra di allenamento - 54 Carl Bradford ILB - 86 Devon Cajuste TE - 57 Jacob Flores C - 93 Reggie Gilbert OLB - 62 Lucas Patrick G - 96 Brian Price NT - 85 Beau Sandland TE - 13 Dez Stewart WR - 26 Herb Waters CB - 35 Jermaine Whitehead FS 53 attivi, 4 inattivi, 10 nella squadra di allenamento |
| Legenda - I rookie sono in corsivo. - Il primo ruolo è il principale mentre gli eventuali successivi indicano i ruoli secondari. - (IR) sta per Injured Reserve ed indica la lista ristretta per un solo giocatore infortunato che può tornare ad allenarsi dopo la settimana 6 e a rientrare in prima squadra dopo che questa ha giocato 8 partite. - (NF-Inj.) / (NF-Ill.) stanno rispettivamente per Non-Football Injured e Non-Football Illness ed indicano le liste dove viene inserito un giocatore che ha un infortunio o una malattia non dipendente dal football americano. - (PUP) sta per Physically Unable to Perform ed indica la lista dove viene inserito un giocatore mentre è in attesa di recuperare la condizione fisica. Nella stagione regolare dopo la sesta partita giocata dalla propria squadra, il giocatore ha tempo tre settimane per riprendere ad allenarsi, più tre settimane aggiuntive dal suo rientro agli allenamenti per rientrare in prima squadra. |

## Calendario

### Stagione regolare
| Turno | Data               | Avversario              | Risultato          | Record             | Stadio                  | NFL.com Recap      |
| ----- | ------------------ | ----------------------- | ------------------ | ------------------ | ----------------------- | ------------------ |
| 1     | 11/9               | at Jacksonville Jaguars | V 27–23            | 1–0                | EverBank Field          | Recap              |
| 2     | 18/9               | at Minnesota Vikings    | S 14–17            | 1–1                | U.S. Bank Stadium       | Recap              |
| 3     | 25/9               | Detroit Lions           | V 34–27            | 2–1                | Lambeau Field           | Recap              |
| 4     | Settimana di pausa | Settimana di pausa      | Settimana di pausa | Settimana di pausa | Settimana di pausa      | Settimana di pausa |
| 5     | 9/10               | New York Giants         | V 23–16            | 3–1                | Lambeau Field           | Recap              |
| 6     | 16/10              | Dallas Cowboys          | S 16–30            | 3–2                | Lambeau Field           | Recap              |
| 7     | 20/10              | Chicago Bears           | V 26–10            | 4–2                | Lambeau Field           | Recap              |
| 8     | 30/10              | at Atlanta Falcons      | S 32–33            | 4–3                | Georgia Dome            | Recap              |
| 9     | 6/11               | Indianapolis Colts      | S 26–31            | 4–4                | Lambeau Field           | Recap              |
| 10    | 13/11              | at Tennessee Titans     | S 25–47            | 4–5                | Nissan Stadium          | Recap              |
| 11    | 20/11              | at Washington Redskins  | S 24–42            | 4–6                | FedEx Field             | Recap              |
| 12    | 28/11              | at Philadelphia Eagles  | V 27–13            | 5–6                | Lincoln Financial Field | Recap              |
| 13    | 4/12               | Houston Texans          | V 21–13            | 6–6                | Lambeau Field           | Recap              |
| 14    | 11/12              | Seattle Seahawks        | V 38–10            | 7–6                | Lambeau Field           | Recap              |
| 15    | 18/12              | at Chicago Bears        | V 30–27            | 8–6                | Soldier Field           | Recap              |
| 16    | 24/12              | Minnesota Vikings       | V 38–25            | 9–6                | Lambeau Field           | Recap              |
| 17    | 1/1                | at Detroit Lions        | V 31–24            | 10–6               | Ford Field              | Recap              |

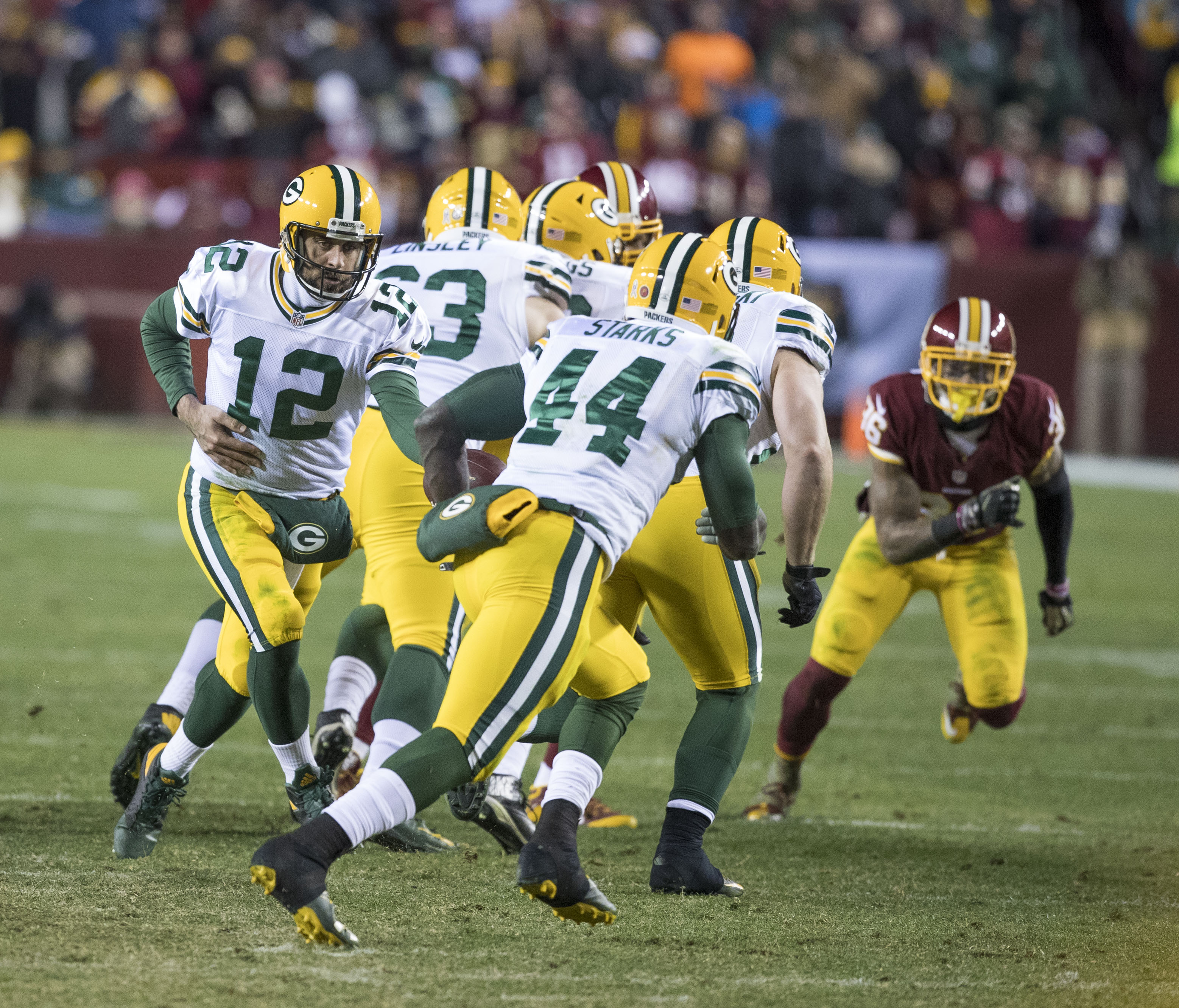
La gara contro i Redskins del 20 novembre 2016

Note: Gli avversari della propria division sono in grassetto.

### Playoff
| Turno      | Data | Ora           | Avversario (seed)     | Risultato | Record | Stadio        | TV  | NFL.com recap |
| ---------- | ---- | ------------- | --------------------- | --------- | ------ | ------------- | --- | ------------- |
| Wild Card  | 8/1  | 3:40 p.m. CST | New York Giants (5)   | V 38–13   | 1–0    | Lambeau Field | Fox | Recap         |
| Divisional | 15/1 | 3:40 p.m. CST | Dallas Cowboys (1)    | V 34–31   | 2–0    | AT&T Stadium  | Fox | Recap         |
| Conference | 22/1 |               | a Atlanta Falcons (2) | S 21–44   | 2–1    | Georgia Dome  |     | Recap         |

## Leader della squadra

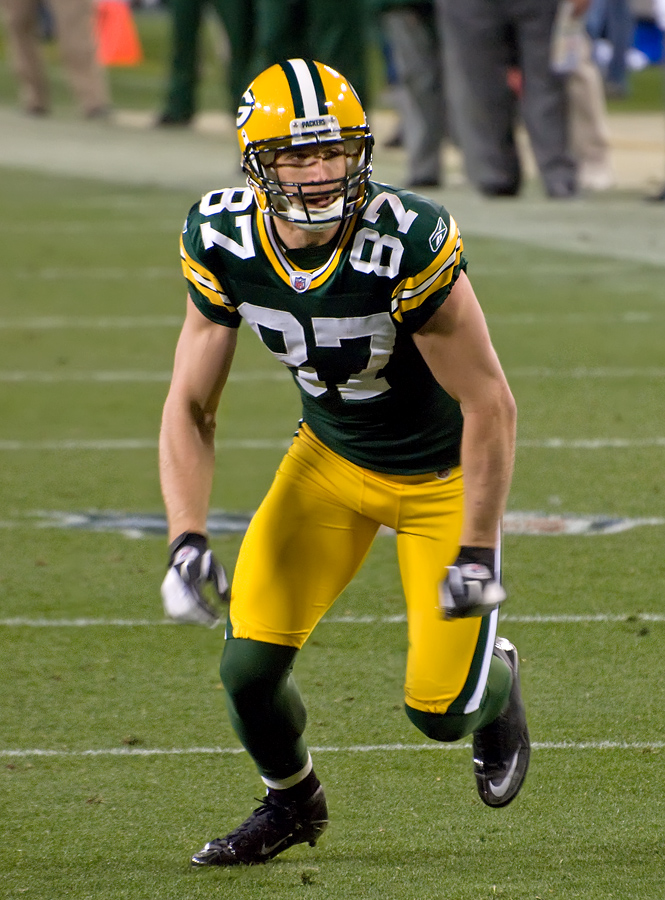
Nel 2016, Jordy Nelson guidò la NFL con 14 touchdown su ricezione

| Categoria              | Giocatore         | N.    |
| ---------------------- | ----------------- | ----- |
| Yard passate           | Aaron Rodgers     | 4,428 |
| Touchdown passati      | Aaron Rodgers     | 40†   |
| Yard corse             | Ty Montgomery     | 457   |
| Touchdown su corsa     | Aaron Rodgers     | 4     |
| Ricezioni              | Jordy Nelson      | 97    |
| Yard ricevute          | Jordy Nelson      | 1,257 |
| Touchdown su ricezione | Jordy Nelson      | 14†   |
| Yard su rit. kickoff   | Ty Montgomery     | 366   |
| Yard su rit. punt      | Trevor Davis      | 115   |
| Tackle                 | Morgan Burnett    | 93    |
| Sack                   | Nick Perry        | 11.0  |
| Intercetti             | Ha Ha Clinton-Dix | 5     |

† Leader stagionale NFL